# Yūko Natsuyoshi
Yūko Natsuyoshi (夏吉 ゆうこ Natsuyoshi Yūko?, Prefectura de Osaka, 1 de mayo) es una actriz de voz japonesa afiliada a Ken Production. Es conocida por su papel de Himeko Mashima en la franquicia Show by Rock!!, Sasha Necron en Maō Gakuin no Futekigōsha y Tsubaki en Kunoichi Tsubaki no Mune no Uchi.

## Biografía
Las actividades de actuación de voz de Natsuyoshi comenzaron después de que ganó una audición realizada por la agencia de talentos Ken Production en 2016. Después de dos años de capacitación en la escuela de actuación de voz de Ken Production, se afilió formalmente a ellos en 2018. Ella interpretó su primer papel como personaje extra en la serie Grand Blue, antes de ser elegida para su primer papel principal como Himeko Mashima en la franquicia Show by Rock!!.
En 2019, Natsuyoshi prestó su voz a Vivian Anseta en Yichang Shengwu Jianwenlu. En 2020, fue elegida como Yamada en Gal to Kyōryū, Sasha Necron en Maō Gakuin no Futekigōsha, y como Yuyu Shirai en Assault Lily Bouquet.

## Filmografía
Los papeles principales están en negrita

### Anime

#### Series de televisión
| Año  | Título | Rol                                              | Refs.  |
| ---- | --- | ------------------------------------------------ | ------ |
| 2018 | Grand Blue | Tinkerbell miembro C                             | [ 1 ]  |
| 2019 | Karakuri Circus | Anuncio de cohete; Alpha                         | [ 1 ]  |
| 2019 | Phantasy Star Online 2: Episode Oracle, | Operador                                         | [ 1 ]  |
| 2019 | My Hero Academia | Ciudadana; estudiante                            | [ 1 ]  |
| 2020 | Chihayafuru 3 | Grabadora; niña; estudiante de Fujisaki          | [ 1 ]  |
| 2020 | Show by Rock!! Mashumairesh!! | Himeko Mashima                                   | [ 4 ]  |
| 2020 | Viajes Pokémon | Profesor de aula de Koharu; chico                | [ 1 ]  |
| 2020 | Gal to Kyōryū | Yamada                                           | [ 6 ]  |
| 2020 | Motto! Majime ni Fumajime Kaiketsu Zorori | Staff; esposa; Polyrin                           | [ 1 ]  |
| 2020 | Yichang Shengwu Jianwenlu | Vivian Anseta                                    | [ 5 ]  |
| 2020 | Maō Gakuin no Futekigōsha | Sasha Necron                                     | [ 7 ]  |
| 2020 | Assault Lily Bouquet | Yuyu Shirai                                      | [ 8 ]  |
| 2020 | Higurashi no Naku Koro ni Gou | Camarera                                         | [ 1 ]  |
| 2020 | Cardfight!! Vanguard Gaiden if | Staff A                                          | [ 1 ]  |
| 2021 | Show by Rock!! Stars!! | Himeko Mashima                                   | [ 4 ]  |
| 2021 | Slime Taoshite 300-nen, Shiranai Uchi ni Level Max ni Nattemashita | Monje                                            | [ 1 ]  |
| 2021 | Fumetsu no Anata e | Mujer del pueblo; doncella; hermano de Chan; Mia | [ 9 ]  |
| 2021 | Tsuki ga Michibiku Isekai Dōchū | Recepcionista                                    | [ 1 ]  |
| 2021 | Assault Lily Fruits | Yuyu Shirai                                      | [ 10 ] |
| 2021 | Mieruko-chan | Amiga A                                          | [ 1 ]  |
| 2022 | Kenja no Deshi o Nanoru Kenja | Emera                                            | [ 11 ] |
| 2022 | Yu☆Gi☆Oh! Go Rush!! | Dinois Velgear                                   | [ 12 ] |
| 2022 | Kunoichi Tsubaki no Mune no Uchi | Tsubaki                                          | [ 13 ] |
| 2022 | Shine Post | Rio Seibu                                        | [ 14 ] |
| 2022 | Kono Healer, Mendokusai | Medusa                                           | [ 15 ] |
| 2022 | Fumetsu no Anata e Season 2 | Meer, Mia                                        | [ 16 ] |
| 2023 | Maō Gakuin no Futekigōsha II | Sasha Necron                                     | [ 17 ] |
| 2023 | Megumi no Daigo: Kyūkoku no Orange | Kozue Hirako                                     | [ 18 ] |
| 2023 | Uma Musume: Pretty Derby Season 3 | Cheval Grand                                     | [ 19 ] |
| 2024 | Unnamed Memory | Sylvia                                           | [ 20 ] |
| 2024 | Maō Gakuin no Futekigōsha II Part 2 | Sasha Necron                                     | [ 21 ] |
| 2024 | Mob kara Hajimaru Tansaku Eiyūtan | Motake                                           | [ 22 ] |
| 2024 | Naze Boku no Sekai o Dare mo Oboeteinai no ka? | Rasterizador A                                   | [ 23 ] |
| 2024 | Raise wa Tanin ga Ī | Ayano; Anunciadora                               | [ 24 ] |
| 2024 | Ao no Miburo | Iroha Chirinu                                    | [ 25 ] |
| 2025 | Solo Leveling Season 2: Arise from the Shadow | Mari Ishida                                      | [ 26 ] |
| 2025 | Unnamed Memory Act.2 | Sylvia                                           | [ 27 ] |
| 2025 | Princession Orchestra | Mirai Himesaki                                   | [ 28 ] |
| 2025 | New Panty & Stocking with Garterbelt | Fastener                                         | [ 29 ] |
| 2025 | Egao no Taenai Shokuba Desu | Nana Futami                                      | [ 30 ] |
| 2025 | Utagoe wa Mille-Feuille | Musubu Mayumori                                  | [ 31 ] |
| 2025 | Shinjiteita Nakama-tachi ni Dungeon Okuchi de Korosarekaketa ga Gift "Mugen Gacha" de Level 9999 no Nakama-tachi o Te ni Irete Moto Party Member to Sekai ni Fukushuu & "Zamaa!" Shimasu! | Nemumu                                           | [ 32 ] |

#### ONAs
| Año  | Título                    | Rol           | Refs.  |
| ---- | ------------------------- | ------------- | ------ |
| 2019 | Yichang Shengwu Jianwenlu | Vivian Anseta | [ 33 ] |

### Videojuegos
| Año  | Título                                 | Rol              | Refs.  |
| ---- | -------------------------------------- | ---------------- | ------ |
| 2019 | Pokémon Masters                        | Whitney          | [ 1 ]  |
| 2019 | Touhou Cannonball                      | Minamitsu Murasa | [ 1 ]  |
| 2020 | Last Period                            | Furau            | [ 1 ]  |
| 2020 | Magia Record                           | Meguru Hibiki    | [ 1 ]  |
| 2020 | Show by Rock!! Fes A Live              | Himeko Mashima   | [ 1 ]  |
| 2020 | Sakura Kakumei: Hanasaku Otome-tachi   | Asebi Mikohama   | [ 34 ] |
| 2021 | Assault Lily Last Bullet               | Yuyu Shirai      | [ 1 ]  |
| 2021 | Toaru Majutsu no Index: Imaginary Fest | Ayame Fusō       | [ 35 ] |